# بوهدان ميلوفانوف
بوهدان ميلوفانوف (بالأوكرانية: Богдан Мілованов) هو لاعب كرة قدم أوكراني في مركز ظهير ‏، ولد في 19 أبريل 1998 في لوهانسك في جمهورية لوغانسك الشعبية. لعب مع ريال سبورتينغ خيخون وسبورتينغ خيخون ب ونادي سان سباستيان دي لوس رييس.

## وصلات خارجية
- بوهدان ميلوفانوف على موقع الاتحاد الأوربي (الإنجليزية)
- بوهدان ميلوفانوف على موقع قاعدة بيانات كرة القدم.إي يو (الإنجليزية)
- بوهدان ميلوفانوف على موقع Soccerway.com (الإنجليزية)